# 黎巴嫩山
黎巴嫩山（阿拉伯語：جَبَل لُبْنَان，羅馬化：jabal lubnān，黎巴嫩阿拉伯語發音：[ˈʒabal ləbˈneːn]，羅馬化：ṭūr leḇnān，西叙利亚语发音：[tˤur lewˈnɔn]）是黎巴嫩的一个山脉，平均海拔2,200米，降水丰富，雪的深度平均约四米。它纵贯整个国家，长约170 km（110 mi），平行于地中海海岸线，最高峰庫爾內特—薩烏達山，高达3,088米（10,131英尺）。黎巴嫩国名得名于此山。在黎巴嫩 景色的变化与距离无关，却与高度有关。黎巴嫩山以橡树和松树林著称。在黎巴嫩山的高坡，还有残存的著名的黎巴嫩雪松。腓尼基人使用黎巴嫩山的森林建立自己的船队，与邻国贸易。腓尼基人和后继统治者一贯补植，这样即使到了16世纪，它的森林面积相当大。

黎巴嫩雪松旗

黎巴嫩国旗